# Kim Mi-soo
Kim Mi-soo (en hangul, 김미수; Corea del Sur, 16 de marzo de 1992-Corea del Sur, 5 de enero de 2022) fue una actriz y modelo surcoreana. Se dio a conocer por su trabajo en Luwak Human (drama en un acto de la producción de JTBC Drama Festa). Su última actuación fue en la serie Snowdrop, en donde interpretaba el papel de Yeo Jung-min, la mejor amiga de la protagonista; anteriormente había aparecido en las series ¡Hola y adiós, mamá!, Hacia el círculo y Los archivos de la enfermera escolar.
Falleció repentinamente el 5 de enero de 2022 a los 29 años de edad. No se indicaron las causas de la muerte.

## Carrera
Aunque su interés inicial eran el baile y la música, empezó su trabajo como actriz de teatro, y debutó en 2018 en cine con el cortometraje Lipstick Revolution.
En 2019 debutó en televisión en el drama Luwak Human, con el personaje de Jung Ji-hyun, la hija del protagonista Ahn Nae-sang. En cine, protagonizó la película Kyungmi's world, ópera prima de Koo Ji-hyun, con el papel de Jung-so, una joven actriz que se confronta con su abuela a propósito de la desaparición de la madre e hija de ambas.
En 2020 formó parte del elenco de actores de la serie ¡Hola y adiós, mamá!, con el papel de Cha Yeon-ji, la hermana menor de la protagonista (personaje interpretado por Kim Tae-hee).
Ese mismo año interpretó el papel de Kwon Woo-young, una madre trabajadora amiga de la protagonista Se-ra (Nana) en la serie Hacia el círculo. Kim Mi-soo concluyó el año 2020 protagonizando el drama en un episodio One Night, que se emitió el 24 de diciembre en KBS2.
En diciembre de 2021 comenzó a emitirse Snowdrop, serie en la que interpreta el que sería su penúltimo papel: Yeo Jung-min, una estudiante universitaria de Historia, compañera de dormitorio de la protagonista. El rodaje de la serie ya estaba concluido en el momento de su muerte.
La agencia de la actriz, Poogpyeong Entertainment, comunicó el fallecimiento el día 5 de enero de 2022, sin indicar la causa del mismo. Kim Mi-soo estaba trabajando en la serie de Disney+ Besos y presagios, cuyo rodaje se interrumpió por este motivo.

## Filmografía

### Series de televisión
| Año     | Título                               | Papel                               | Canal   | Notas              | Ref.                |
| ------- | ------------------------------------ | ----------------------------------- | ------- | ------------------ | ------------------- |
| 2019    | Drama Festa                          | Jung Ji-hyun                        | JTBC    | Luwak Human        | [ 4 ] [ 10 ] [ 18 ] |
| 2020    | ¡Hola y adiós, mamá!                 | Cha Yeon-ji                         | tvN     |                    | [ 19 ] [ 20 ]       |
| 2020    | Hacia el círculo                     | Kwon Woo-young                      | KBS     |                    | [ 2 ] [ 21 ]        |
| 2020    | Los archivos de la enfermera escolar | Hwang Ga-young                      | Netflix | Serie web          | [ 22 ]              |
| 2020    | Drama Special                        | Jo Joo-young                        | KBS 2   | Episodio One Night | [ 15 ]              |
| 2021    | Yumi's Cells                         | Ja-young, exnovia de Bobby          | tvN     | Episodio n.º 12    | [ 23 ]              |
| 2021    | Hellbound                            | Diácono Young-in de la Nueva Verdad | Netflix | Serie web          | [ 23 ]              |
| 2021-22 | Snowdrop                             | Yeo Jung-min                        | JTBC    |                    | [ 24 ]              |
| 2022    | Besos y presagios                    | Kim Min-hee                         | Disney+ | Serie web          | [ 25 ] [ 26 ]       |

### Películas
| Año  | Título                      | Hangul       | Papel      | Notas                  | Ref.          |
| ---- | --------------------------- | ------------ | ---------- | ---------------------- | ------------- |
| 2018 | Lipstick Revolution         |              | Jo-yeon    | cortometraje           | [ 2 ]         |
| 2019 | Memories                    | 메모리즈     | Seon-ah    | cortometraje - reparto | [ 27 ] [ 28 ] |
| 2019 | Kyungmi's World             | 경미의 세계  | Jung-so    | protagonista           | [ 11 ]        |
| 2021 | The Cursed: Dead Man's Prey | 방법: 재차의 | Periodista |                        | [ 29 ]        |